# St.-Johannes-Kathedrale (Samaria)

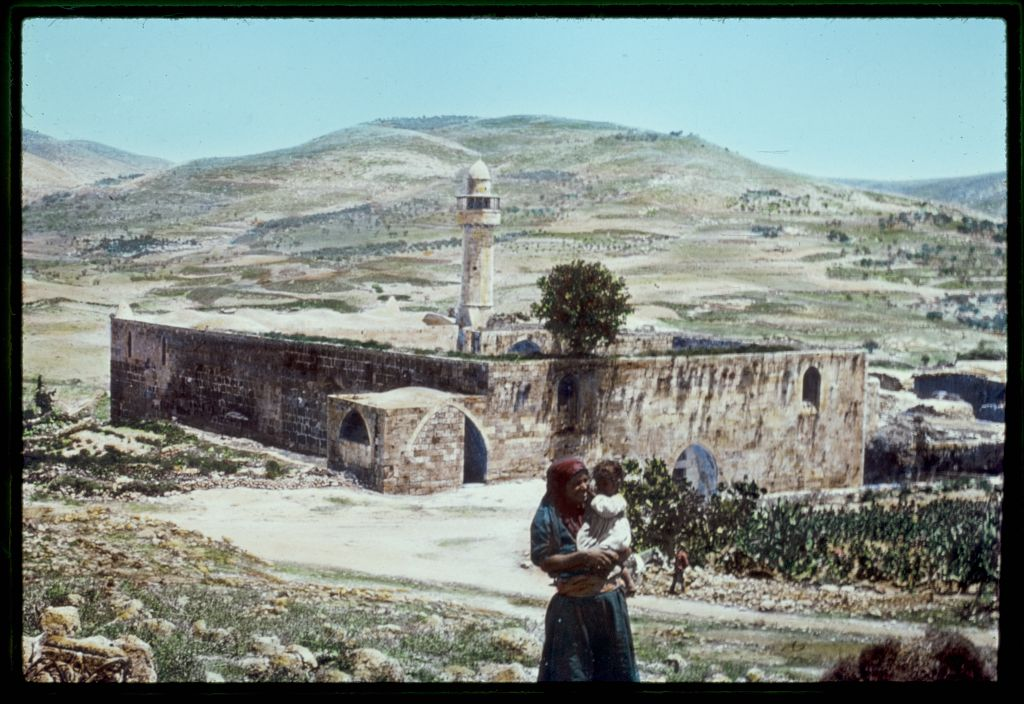
Ansicht etwa 1920

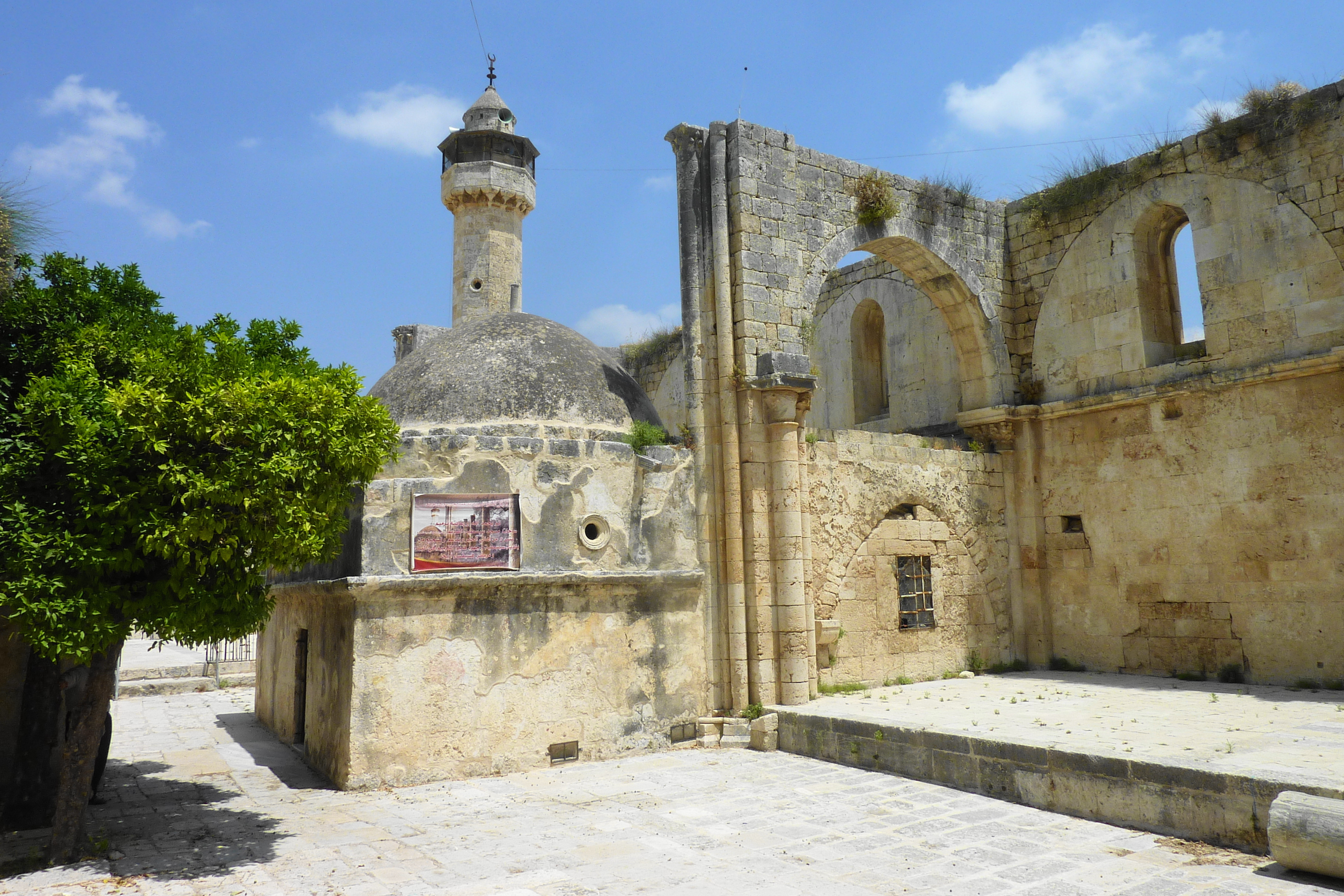
Ansicht der Moschee (2011)

Die St.-Johannes-Kathedrale  ist die Ruine einer ehemaligen Bischofskirche der Kreuzfahrer in Samaria (auch: Sebaste/Sebastiya) im heutigen Westjordanland. Das Bauwerk wird heute teilweise als Moschee genutzt und in ihm das Grab des heiligen Johannes des Täufers verehrt.

## Geschichte
St. Johannes wurde durch die Kreuzfahrer im 12. Jahrhundert an der Stelle errichtet, wo sich seit byzantinischer Zeit eine Kirche zur Verehrung des Ortes befand, an dem sich der Tradition nach der Ort der Bestattung des heiligen Johannes des Täufers nach dessen Hinrichtung durch Herodes Antipas befand.
Als erster lateinischer Bischof von Samaria wurde Balduin im März 1129 erwähnt. Samaria war ein Suffragan des Erzbistums von Caesarea. Neben dem Johannesgrab wurde in der Kirche traditionell auch die Grablege der Propheten Elischa und Obadja verehrt. Im September 1184 erschien Sultan Saladin mit seiner Armee vor der Stadt, die zunächst noch durch den Bischof freigekauft werden konnte. Im Juni 1187  eroberte ein Neffe Saladins den Ort und folterte den Bischof, bis dieser ihm die Lage des Domschatzes verriet. Dem Bischof und dem Domkapitel wurde daraufhin die Flucht nach Akkon gestattet. In einer Urkunde des Jahres 1188 nahm Papst Clemens III. die Kanoniker des Kapitels, die mittlerweile in Nemours wirkten, in seinen Schutz.
Bereits im Jahr 1225 berichtete ein muslimischer Chronist von einer Moschee am Johannesgrab. Diesem Umstand ist zu verdanken, dass die Kathedrale bei Eroberung Samarias nicht vollständig verwüstet wurde.

## Bauwerk
Von der Kathedrale, die eine dreischiffige Basilika von sieben Jochen war, von der jedes Schiff mit einer Halbkreisapsis schloss, existieren heute noch die Umfassungsmauern. Die letzten zwei Joche vor dem Chor sind seit 1892 zur Moschee umgestaltet. Im dritten Joch des Langhauses befindet sich das Johannesgrab. Zuvor befand sich die Moschee in den beiden westlichen Langhausjochen. Beim Umbau wurden die Apsiden und Reste der Einwölbung zerstört.